# Alighiero Boetti
Alighiero Boetti (né le 16 décembre 1940 à Turin, au Piémont, et mort le 24 avril 1994 à Rome) est un peintre, sculpteur et plasticien italien, lié au mouvement Arte Povera. 

## Biographie
Il est né en 1940 à Turin. Lors de sa première exposition personnelle en janvier 1967, à la galerie Stein, à Turin, Alighiero Boetti présente essentiellement des sculptures pour lesquelles il utilise des procédés de juxtaposition ou d’empilement de matériaux.
En septembre de la même année, il participe, aux côtés de Mario Merz, Jannis Kounellis, Luciano Fabro, Michelangelo Pistoletto et Giulio Paolini, à l’exposition collective « Arte povera », organisée par le critique Germano Celant, qui donnera son nom au mouvement qui le fera connaître.
En 1968, il envoie des courriers qui voyagent autour du monde (Mail-Art). 
Dans les années 1970, il fait réaliser des toiles sous forme de tapis par des tisserands afghans,. 
S'interrogeant sur le statut de l'artiste, il ajoute un « e » (conjonction de coordination « et », en français) entre son prénom et son nom, dans une volonté de dédoublement de la personnalité.
Il meurt d'une tumeur au cerveau en 1994 à l'âge de 53 ans,,.

## Expositions
En 1998, une rétrospective fut consacrée à l'artiste au Museum für Moderne Kunst. Selon Stefano Moreni, directeur du département d'art contemporain de Sotheby's à Paris, cette exposition permit de cimenter la position de l'artiste sur le marché international. 

## Œuvres
- Lampada Annuale crée en 1966. Une lampe constituée de métal, de verre, d'un circuit électrique et d'une ampoule. Elle mesure 78,1 × 40 × 40 cm. Le principe de cette lampe est qu'elle ne s'allume que 11 secondes par an et aléatoirement. Il est donc impossible de prévoir lorsqu'elle fonctionnera[5],[6].
- Il Progresso svanire della consuetudine, Stylo à bille sur papier marouflé sur toile, 159,5 x 438 cm, musée d'Arts de Nantes. Les lettres du titre doivent être découvertes en suivant un code mettant en relation les virgules figurant sur le fond bleu avec les lettres de l’alphabet alignées à gauche[7].
- Seguire il filo del discorso (« suivre le fil du discours »), 1977, stylo à bille sur toile. Un alphabet et quelques virgules, parties non hachurées de stylo à bille, sont ordonnées sur 5 toiles accolées. Chaque virgule correspondant à une lettre de l'alphabet située sur la gauche, permettant le déchiffrement, lettre à lettre, d'une phrase. « Un jour, j'ai mis mon nom en ordre alphabétique. Je me suis rendu compte que par exemple, quelques-unes des structures fondamentales, gigantesques, de la société, s'écrouleraient, s'il manquait des petits éléments, comme l'ordre alphabétique. »[réf. nécessaire]
- Les Mille fleuves les plus longs du monde, 1975-1982, tapisserie, 460 × 250 cm, Galerie Paludetto, Turin[8]
- Sans titre (Senza titolo), 1966, Gallerie d'Italia, Milan
- Mappa, initiée en 1971 et continuée jusqu'à sa mort, Broderie[5].